# قدری جمیل
قدری جمیل (به عربی: قدری جمیل، به انگلیسی: Qadri Jamil) یک سیاست‌مدار، اقتصاددان و سردبیر سوریه‌ای است. او یکی از رهبران برجستهٔ حزب ارادهٔ خلق و جبههٔ خلق برای تغییر و آزادی، و عضو سابق حکومت اسد است که از تاریخ ۲۹ اکتبر ۲۰۱۳ از سمت معاونت نخست وزیر در امور اقتصادی وزیر تجارت داخلی و حمایت از مصرف‌کنندگان کنار گذاشته‌شد. قدری جمیل در هنگام بازدید از روسیه در ۲۱ اوت ۲۰۱۲ گفت اگر اپوزیسیون به دنبال توافق صلح‌آمیز با مذاکره موافقت کند، استعفای رئیس جمهور بشار اسد می‌باید مورد توجه قرار بگیرد.